# Musée du Cinéma Henri Langlois
El Museo del Cine Henri Langlois (en francés Musée du Cinéma Henri Langlois) es un museo de historia del cine situado en la calle (rue) de Bercy, en el XII Distrito de París (Francia). Desde su fundación en 1948 ha estado situado en tres otras localizaciones anteriores: la avenida (avenue) de Messine (VIII Distrito), la calle (rue) d'Ulm (V Distrito) y el Palacio de Chaillot (Palais de Chaillot, en el XVI Distrito). De esta última localización fue evacuado cuando el edificio vecino, el Museo de Escultura, fuera parcialmente destruido, con algunas de sus obras, por un incendio en 1997. Las colecciones del museo del cine fueran sin embargo evacuadas en su totalidad en una sola noche. El museo del cine volvió a abrir en el año 2005 en la calle de Bercy con la exposición Renoir/Renoir.
El museo fue creado en 1948 por Henri Langlois (1914-1977), un entusiasta del cine que también fundó la Cinémathèque française. El objetivo de esta institución siempre fue de presentar «la historia viva del cine, desde sus orígenes hasta nuestros días y en todos los países», con colecciones que incluyen más de 5.000 objetos relacionados, entre ellos cámaras de filmación, guiones de películas, imágenes fotográficas, vestuarios en su momento usados por Rudolph Valentino y Marilyn Monroe, además de películas de los primeros tiempos del cine, decorados etc.
El museo se involucró en un caso judicial, cuando la Cinémathèque française intentó cambiar de lugar la colección, oportunidad en la que se argumentó (satisfactoriamente) que el museo era «incuestionablemente el trabajo creativo de una persona, y por lo tanto protegido conforme a la ley», y que de allí no podía ser retirado. Sin embargo el incendio de 1997 forzó de todos modos al desplazamiento de su ubicación.